# Zingha kingstonensis
Zingha kingstonensis är en fjärilsart som beskrevs av Emmel 1973. Zingha kingstonensis ingår i släktet Zingha och familjen praktfjärilar. Inga underarter finns listade i Catalogue of Life.